# Farblose Glanzschnecke
Die Farblose Glanzschnecke (Oxychilus clarus) ist eine in Mitteleuropa heimische Schnecken-Art der Glanzschnecken (Oxychilidae) in der Unterordnung der Landlungenschnecken (Stylommatophora).

## Merkmale
Das rechtsgewundene, recht kleine Gehäuse ist abgeflacht-kegelig, Es misst 4 bis 4,5 mm im Durchmesser (Breite) und 1,6 bis 2 mm in der Höhe. Im Adultstadium sind vier bis fünf Windungen ausgebildet, die regelmäßig zunehmen. Jede Windung ist etwa doppelt so breit wie die vorher gehende Windung. Das Gewinde ist in der Seitenansicht nur wenig erhoben. Die Oberseite der Umgänge ist sehr flach, entsprechend sind auch die Nähte sehr flach. Die Peripherie ist gut gewölbt, ebenso die Unterseite. Die Mündung ist in der Aufsicht abgeflacht elliptisch. Der Mündungsrand ist gerade und zugeschärft. Der Nabel ist breit und geringfügig exzentrisch. 
Die Schale ist farblos bis weißlich, und durchscheinend. In frischem Zustand glänzt die Oberfläche des Gehäuses, Es sind feine Anwachsstreifen und feinere Spirallinien vorhanden.
Im zwittrigen Genitalapparat ist der Samenleiter (Vas deferens) recht kurz bevor er in den Epiphallus einmündet. Der Epiphallus legt sich im Wesentlichen dem Penis locker an. An der Eintrittsstelle des Samenleiters in den Epiphallus, ist der Epiphallus mit dem Penis durch eine Gewebehülle verbunden. Der Penis ist kurz und besitzt am apikalen Ende einen Blindsack (Caecum, bei dieser Gruppe meist Flagellum genannt), an dem der Penisretraktormuskel apikal ansetzt. Der Epiphallus dringt seitlich unterhalb des apikalen Endes des Penis (plus Blindsack) in den Penis ein. Der Penis ist im unteren Ende von einer Penishülle umgeben, die aber etwas unterschiedlich lang ist; sie kann bis etwa die Hälfte des proximalen Teils des Penis umhüllen. Im Inneren des Penis sind nur Längsfalten ausgebildet. Die Längsfalten sind gerade oder längsgewellt und können mit lateralen Fortsätzen untereinander verbunden sein. Im weiblichen Trakt ist der freie Eileiter (Ovidukt) etwas kürzer als die Vagina. Die perivaginale Drüse umhüllt den oberen Teil der Vagina und den unteren Teil des freien Eileiters sowie den unteren Teil des Stiels der Spermathek. Der vergleichsweise dünne Stiel der Spermathek ist lang und legt sich an den Eisamenleiter (Spermovidukt) an. Die Blase ist klein und rundlich. Penis und Vagina münden in ein kurzes Atrium. Die Radula hat 25 bis 31 Zähne pro Querreihe.

## Ähnliche Arten
Das Gehäuse erinnert in der Form an die Braune Streifenglanzschnecke (Perpolita hammonis); diese hat aber im Adultstadium nur drei bis dreieinhalb Windungen, Der Mündungsrand ist stark erweitert.

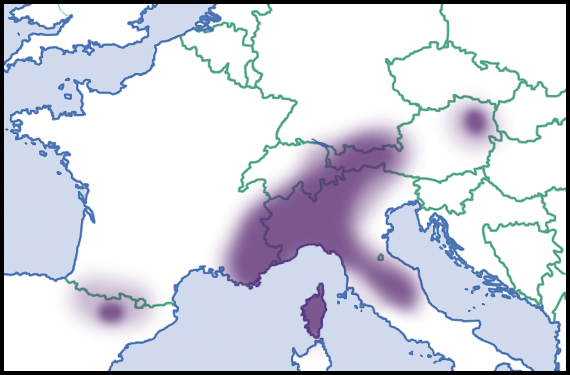
Verbreitung der Art in Europa

## Geographische Verbreitung und Lebensraum
Die Vorkommen sind isoliert und räumlich sehr klein, so in den Südpyrenäen (Aragonien), Frankreich (Hautes Alpes, Isère, Korsika), die schweizerischen Alpen (Saillon, Kanton Wallis, Samnaun, Kanton Graubünden), Österreich (Vorarlberg, Niederösterreich), Deutschland (Mittenwald und S von München) und Norditalien. 
Die Tiere leben in der Humusschicht unter Steinen, zwischen Wurzeln, in Felsspalten; unter Totholz und auf grasigen Hängen. Sie leben auf kalkhaltigen Böden zwischen 390 und 2500 m über Meereshöhe. In Korsika wurden sie in Mischwäldern zwischen 600 und 1000 m über Meereshöhe auf nicht-kaligen Böden gefunden.

## Taxonomie
Das Taxon wurde 1838 von Friedrich Held als Helix clara erst beschrieben. Das Taxon ist allgemein akzeptiert und wird meist in die Gattung Oxychilus Fitzinger, 1833 gestellt. Autoren, die eine Untergattungsgliederung der Gattung Oxychilus bevorzugen, ordnen sie in die Untergattung Oxychilus (Ortizius) Forcart, 1957 ein.

## Gefährdung
Nach Vollrath Wiese ist die Art inzwischen in Deutschland ausgestorben oder verschollen. die Art ist auch im übrigen Verbreitungsgebiet sehr selten und mit großen Lücken zwischen den einzelnen Populationen. Die IUCN stuft die Art als near threatened (potenziell gefährdet) ein.